# Dyckia elongata
Dyckia elongata är en gräsväxtart som beskrevs av Carl Christian Mez. Dyckia elongata ingår i släktet Dyckia och familjen Bromeliaceae. Inga underarter finns listade i Catalogue of Life.